# Токарева, Анастасия Игоревна
Анастасия Игоревна Токарева (урождённая Кузнецова; род. 31 декабря 1986, Веймар, округ Эрфурт, ГДР) — российская биатлонистка. Мастер спорта России международного класса. Член сборной России.

## Юниорские и молодёжные соревнования
| Год  | Место проведения | Возраст | Инд | Спр | Пр | Эст |
| 2005 | ЧМ Контиолахти   | U19     | —   | 3   | 4  | 3   |
| 2005 | ЧЕ Новосибирск   | U21     | 5   | —   | —  | 1   |
| 2006 | ЧЕ Лангдорф      | U21     | —   | 28  | 33 | —   |
| 2009 | ЧЕ Уфа           | U26     | —   | 3   | 10 | 2   |

## Российские соревнования
- Чемпионка России 2010 года в супер-спринте.[1]

## Кубок IBU
- В Кубке IBU дебютировал в декабре 2007 года на этапе в Обертиллиахе.
- В сезоне 2010—2011 удачно выступала в спринте — две победы и третье место.

## Кубок мира
- Дебют в Кубке мира, впервые для российской биатлонистки, состоялся на чемпионате мира.[2] 5 марта 2011 года Анастасия в спринтерской гонке заняла 47-е место из 103 спортсменок, с одним промахом показав 82-й результат на лыжне и 1-й по времени на огневом рубеже.[3] Стартовав на следующий день в гонке преследования с отставанием 3 минуты 21 секунда, Токарева не смогла улучшить свою позицию и была снята с дистанции после обгона её лидером на круг.[4]

## Награды и звания
- Мастер спорта России международного класса (2010)[5]